# Hernán Rengifo
Hernán Rengifo Trigoso (ur. 18 kwietnia 1983 w Chachapoyas) – peruwiański piłkarz występujący na pozycji napastnika, reprezentant Peru w latach 2005–2012.

## Kariera klubowa

### Kluby peruwiańskie
Pierwszym klubem, w którym występował był Virgen De Chapi FC. Następnie reprezentował barwy Universitario de Deportes, Unión Huaral i CD Universidad San Martín de Porres. Z tym ostatnim zwyciężył w 2007 roku w turnieju Apertura I ligi peruwiańskiej. Łącznie w Primera División Peruana wystąpił 146 razy i strzelił 59 bramek.

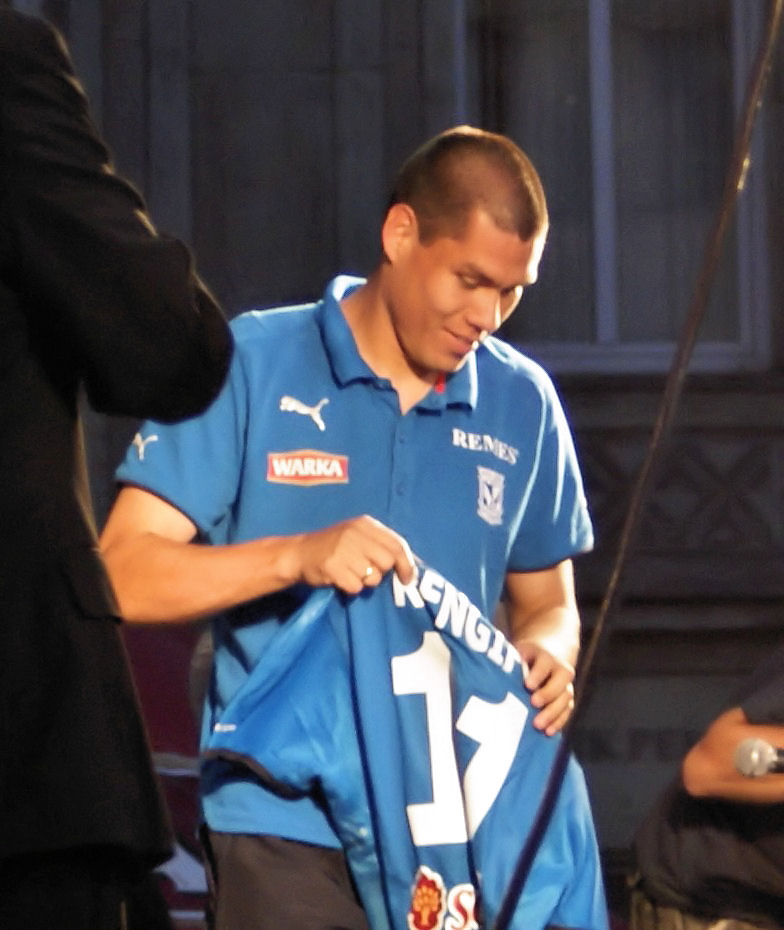

### Lech Poznań
11 czerwca 2007 podpisał trzyletni kontrakt z Lechem Poznań. 28 lipca zadebiutował w polskiej Ekstraklasie w meczu z Zagłębiem Sosnowiec, zaliczając asystę przy golu Piotra Reissa. 11 sierpnia w spotkaniu z Górnikiem Zabrze strzelił swoją pierwszą bramkę w polskiej lidze. W sezonie 2007/2008 zdobył w Orange Ekstraklasie 12 goli. W kolejnych rozgrywkach sięgnął wraz z Lechem po Puchar Polski. W styczniu 2009 roku został wybrany przez gazetę Diaro Ojo najlepszym peruwiańskim piłkarzem grającym za granicą w 2008 roku. W sezonie 2009/2010 nie porozumiał się w sprawie nowego kontraktu, a następnie został zesłany do drużyny Młodej Ekstraklasy. Ostatni mecz w barwach Kolejorza rozegrał we wrześniu 2009 roku.

### Omonia Nikozja
1 stycznia 2010 porozumiał się z działaczami Omonii Nikozja i trzy dni później przeszedł do tego klubu. W cypryjskim zespole zadebiutował 23 stycznia w wygranym 3:1 meczu z Anorthosisem Famagusta. W swoim trzecim spotkaniu Peruwiańczyk zdobył premierową bramkę. Na listę strzelców wpisał się w 60. minucie wyjazdowego pojedynku z zespołem APOP Kinyras Peyias.

## Statystyki kariery klubowej
stan na 1 stycznia 2023
| Sezon     | Klub                                | Liga                     | Liczba meczów | Liczba bramek |
| --------- | ----------------------------------- | ------------------------ | ------------- | ------------- |
| 2002      | Universitario de Deportes           | Primera División Peruana | 9             | 3             |
| 2003      | Universitario de Deportes           | Primera División Peruana | 13            | 0             |
| 2004      | Unión Huaral                        | Primera División Peruana | 41            | 16            |
| 2005      | CD Universidad San Martín de Porres | Primera División Peruana | 35            | 16            |
| 2006      | CD Universidad San Martín de Porres | Primera División Peruana | 31            | 10            |
| 2007      | CD Universidad San Martín de Porres | Primera División Peruana | 17            | 14            |
| 2007/08   | Lech Poznań                         | Ekstraklasa              | 28            | 12            |
| 2008/09   | Lech Poznań                         | Ekstraklasa              | 23            | 9             |
| 2009/10   | Lech Poznań                         | Ekstraklasa              | 8             | 3             |
| 2009/10   | Omonia Nikozja                      | Division A               | 9             | 3             |
| 2010/11   | Omonia Nikozja                      | Division A               | 16            | 3             |
| 2011/2012 | Omonia Nikozja                      | Division A               | 4             | 0             |
| 2012      | Club Sporting Cristal               | Primera División Peruana | 35            | 16            |
| 2013      | Club Sporting Cristal               | Primera División Peruana | 14            | 6             |
| 2013/14   | Sivasspor                           | Süper Lig                | 0             | 0             |
| 2014      | Club Juan Aurich                    | Primera División Peruana | 26            | 12            |
| 2015      | Club Juan Aurich                    | Primera División Peruana | 23            | 6             |
| 2016      | Universitario de Deportes           | Primera División Peruana | 29            | 14            |
| 2017      | Universitario de Deportes           | Primera División Peruana | 20            | 2             |
| 2017      | FBC Melgar                          | Primera División Peruana | 11            | 4             |
| 2018      | FBC Melgar                          | Primera División Peruana | 17            | 4             |
| 2018      | Real Garcilaso                      | Primera División Peruana | 15            | 7             |
| 2019      | Real Garcilaso                      | Primera División Peruana | 29            | 3             |
| 2020      | Alianza Universidad                 | Primera División Peruana | 16            | 4             |
| 2021      | FC Carlos Stein                     | Primera División Peruana | 1             | 0             |
| 2021      | Deportivo Municipal                 | Primera División Peruana | 15            | 3             |
| 2022      | AD Tarma                            | Primera División Peruana | 32            | 8             |

## Kariera reprezentacyjna
17 sierpnia 2005 zadebiutował w reprezentacji Peru w towarzyskim meczu z Chile (3:1) w Tacnie. Ogółem w latach 2005–2012 rozegrał w drużynie narodowej 22 oficjalne spotkania, w których zdobył 6 goli.

## Sukcesy
CD Universidad San Martín de Porres
- mistrzostwo Peru: 2007

Lech Poznań
- mistrzostwo Polski: 2009/10
- Puchar Polski: 2008/09
- Superpuchar Polski: 2009

Omonia Nikozja
- mistrzostwo Cypru: 2009/10
- Puchar Cypru: 2010/11
- Superpuchar Cypru: 2010

Club Sporting Cristal
- mistrzostwo Peru: 2012